# Капитело (Верона)
Капитело је насеље у Италији у округу Верона, региону Венето.
Према процени из 2011. у насељу је живело 858 становника. Насеље се налази на надморској висини од 19 м.